# 古农马斯县
古农马斯县（印尼语：Kabupaten Gunung Mas），印尼华人称金山县，是印度尼西亚中加里曼丹省的一个县，位于加里曼丹岛中部，县治在瓜拉库伦。据2010年普查，全县共有人口約96,900人。新教是古农马斯县最主要的宗教，新教人口占62.8%。2019年5月8日，印尼总统佐科·维多多在实地视察后称，金山县最具备成为印尼新首都的条件。